# Taynalmoskén

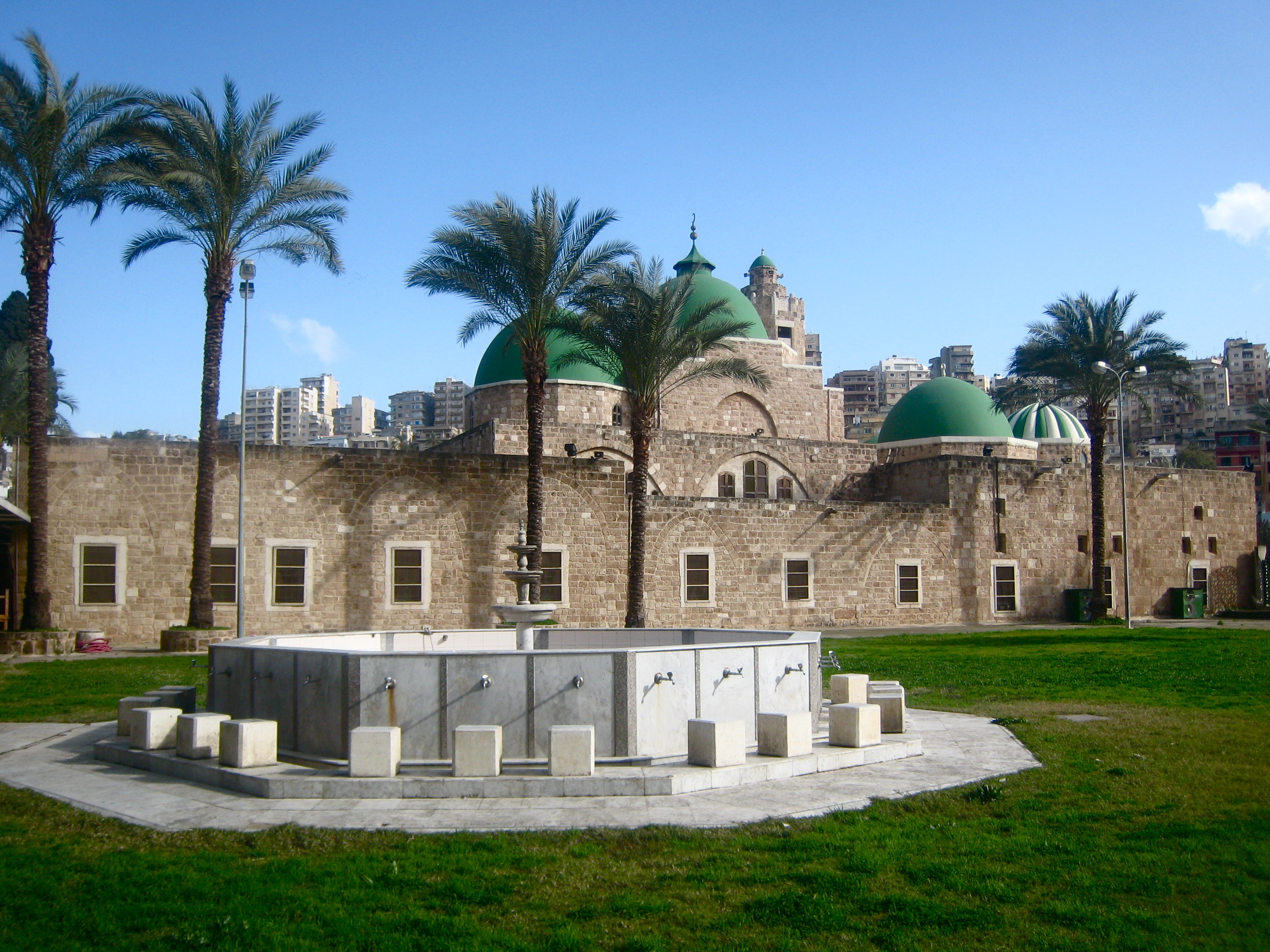
Taynalmoskén.

Taynalmoskén är en moské i Tripoli i norra Libanon färdigställd 1336. Byggnaden är ett typiskt exempel på Mamlukernas arkitektur och innehåller bland annat karakteristiska stenarbeten i svart och vit sten. Moskén omges av en muslimsk begravningsplats. Byggnaden har en rektangulär plan och har fyra kupoler och en minaret.

## Bilder

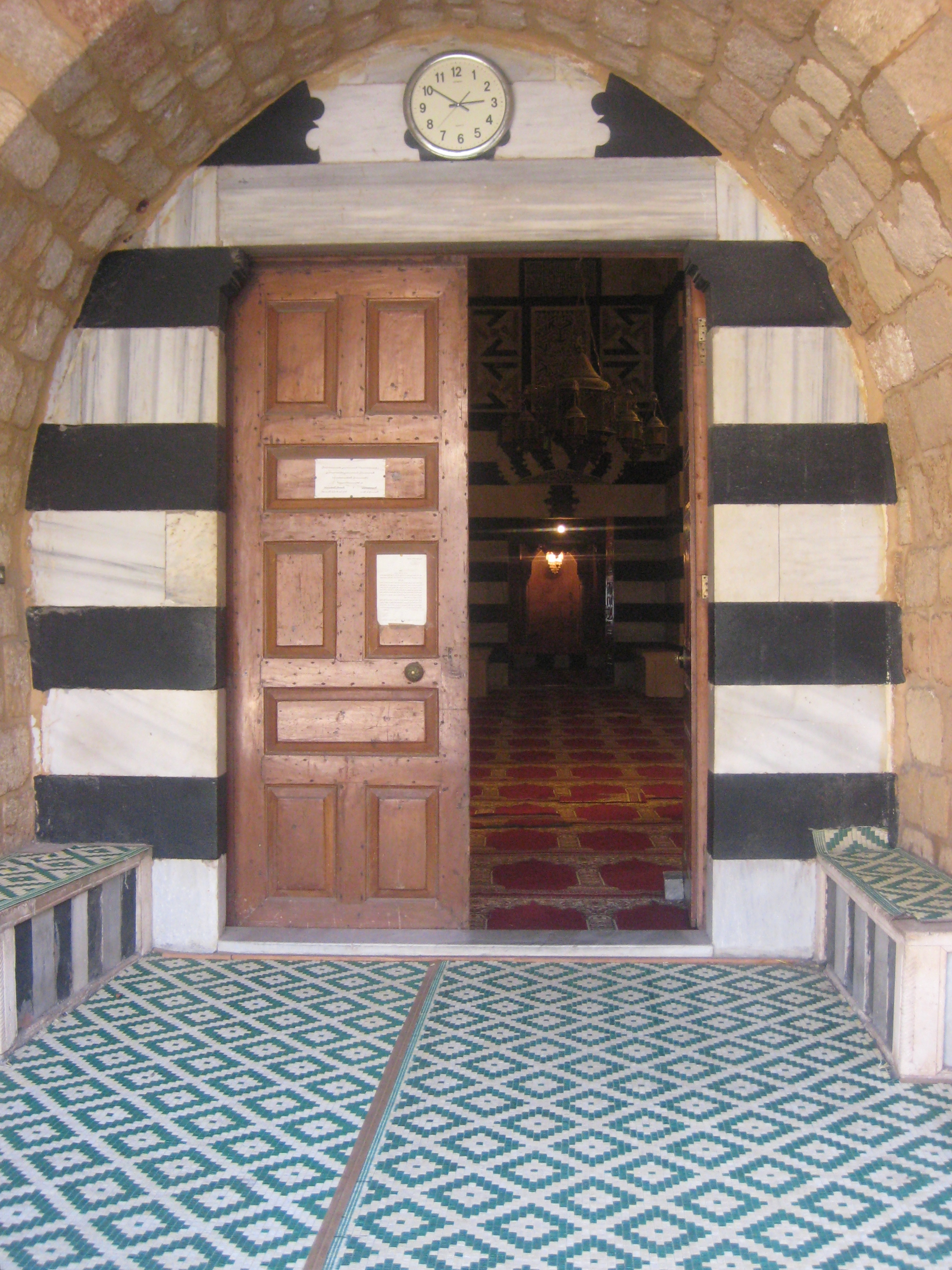
Ingången till moskén
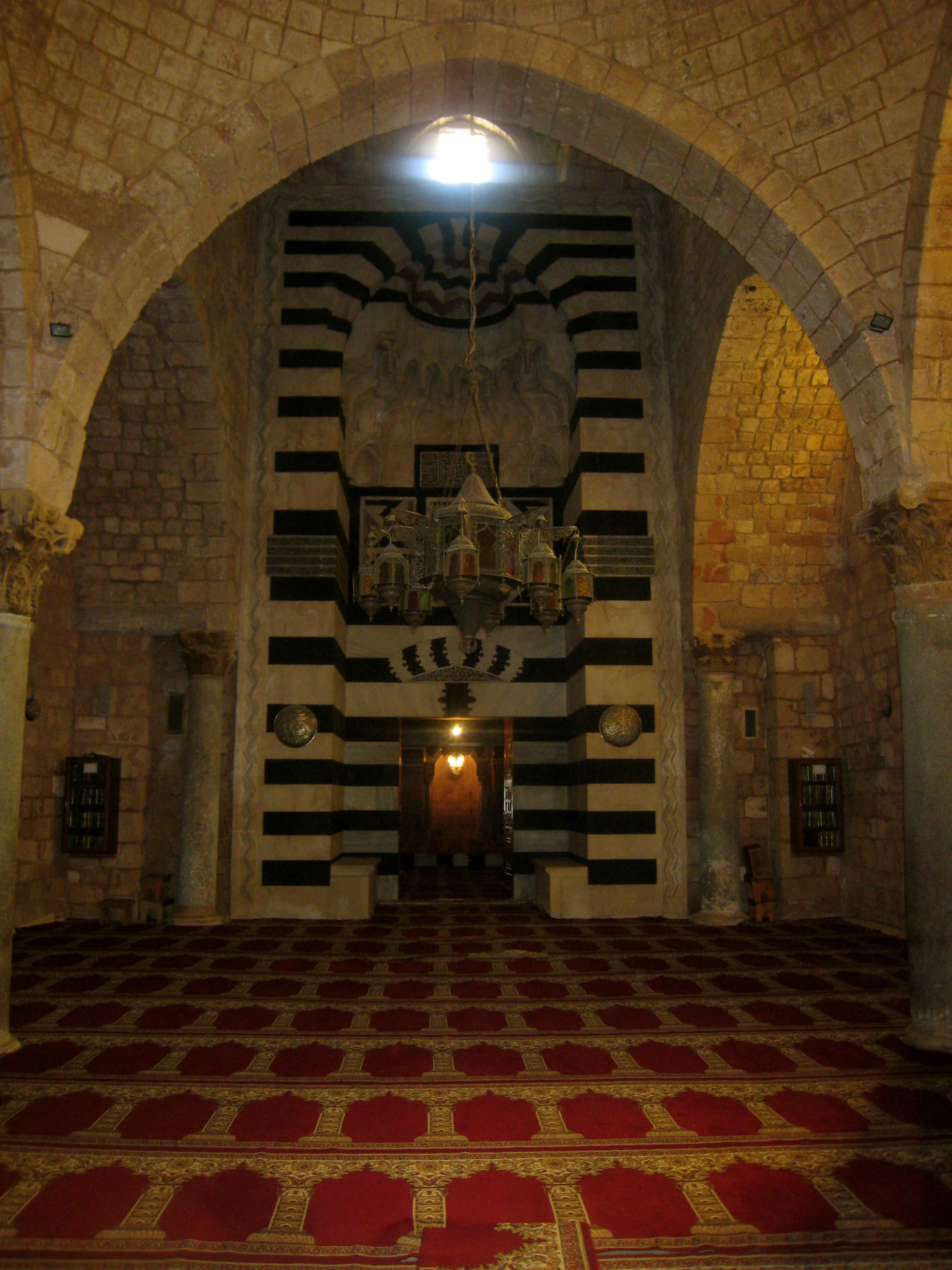
En av salarna i moskén.